# デビッド・クーパー (野球)
デビッド・フレッチャー・クーパー（David Fletcher Cooper, 1987年2月12日 - ）は、アメリカ合衆国カリフォルニア州ストックトン出身のプロ野球選手（一塁手）。左投左打。

## 経歴
大学時代はカリフォルニア州立大学フラトン校で1年間、カリフォルニア大学で2年間プレーした。

### プロ入りとマイナー時代とブルージェイズ時代
2008年のドラフト1巡目(全体17位)でトロント・ブルージェイズから指名され、150万ドルの契約金で入団。同年はA-級オーバーン・ダブルデイズからスタートし、最終的にA＋級のダニーデン・ブルージェイズまで昇格した。しかし、2009年と2010年はAA級ニューハンプシャー・フィッシャーキャッツで平凡な成績に終わった。
2011年はAAA級ラスベガス・フィフティワンズで開幕から好成績を残し、4月29日にメジャー昇格を果たした。
2013年3月13日に放出された。

### インディアンス傘下時代
2013年8月13日にクリーブランド・インディアンスとマイナー契約を結んだ。8月31日にFAとなった。オフの12月9日にインディアンスと契約した。
2014年3月2日にジャスティン・セラーズの加入に伴いDFAとなり、3月4日にAAA級コロンバス・クリッパーズへ降格した。オフに、FAとなった。

### 独立リーグ時代
2015年3月25日に、独立リーグであるアトランティックリーグのランカスター・バーンストーマーズと契約を結んだ。

## 詳細情報

### 年度別打撃成績
| 年 度    | 球 団    | 試 合 | 打 席 | 打 数 | 得 点 | 安 打 | 二 塁 打 | 三 塁 打 | 本 塁 打 | 塁 打 | 打 点 | 盗 塁 | 盗 塁 死 | 犠 打 | 犠 飛 | 四 球 | 敬 遠 | 死 球 | 三 振 | 併 殺 打 | 打 率 | 出 塁 率 | 長 打 率 | O P S |
| -------- | -------- | ----- | ----- | ----- | ----- | ----- | -------- | -------- | -------- | ----- | ----- | ----- | -------- | ----- | ----- | ----- | ----- | ----- | ----- | -------- | ----- | -------- | -------- | ----- |
| 2011     | TOR      | 27    | 81    | 71    | 9     | 15    | 7        | 0        | 2        | 28    | 12    | 0     | 0        | 0     | 2     | 7     | 0     | 1     | 14    | 2        | .211  | .284     | .394     | .678  |
| 2012     | TOR      | 45    | 145   | 140   | 16    | 42    | 11       | 0        | 4        | 65    | 11    | 0     | 1        | 0     | 0     | 4     | 0     | 1     | 22    | 1        | .300  | .324     | .464     | .788  |
| MLB：2年 | MLB：2年 | 72    | 226   | 211   | 25    | 57    | 18       | 0        | 6        | 93    | 23    | 0     | 1        | 0     | 2     | 11    | 0     | 2     | 36    | 3        | .270  | .310     | .441     | .750  |

### 背番号
- 30（2011年 - 同年途中、2012年）
- 40（2011年途中 - 同年終了）